# کمیته المپیک لوکزامبورگ
کمیته المپیک لوکزامبورگ (لوکزامبورگی: Lëtzebuerger Olympesche a Sporting Comité) یک سازمان ورزشی است که نماینده کشور لوکزامبورگ در کمیته بین‌المللی المپیک می‌باشد.
این سازمان که در سال ۱۹۱۲ تأسیس شده مسئول آماده‌سازی و اعزام ورزشکاران به بازی‌های المپیک، بازی‌های المپیک جوانان و بازی‌های اروپایی است.